# Le Voyage du ballon rouge
Le Voyage du ballon rouge è un film del 2007 diretto da Hou Hsiao-Hsien. È il primo film non asiatico del regista.

## Trama
A Parigi la studentessa di cinema Song gira un remake di Il palloncino rosso di Albert Lambisse con il bambino cui fa da tata. Intanto la madre, che fa le voci in uno spettacolo di marionette, è alle prese con un padre separato che non torna dal Canada e con un vicino che non le paga l'affitto. Hou non mostra mai le scene in cui Song gira il film, ma fa vedere il risultato finito, alternandolo a scene di vita quotidiana, come per contrapporre la fantasia a una realtà a volte deprimente, ma da cui cerca di cavare ugualmente frammenti di meraviglia.

## Produzione
Primo di una nuova serie di film prodotti dal Museo d'Orsay, fu girato da agosto a settembre 2006 a Parigi.

## Accoglienza

### Critica
Rotten Tomatoes riporta che l'80% di 86 critici campionati ha dato le recensioni positive di film, che ha ottenuto una media di voto di 6,9 su 10.
(Cristina Piccino, Liberazione, 18 maggio 2007)

## Riconoscimenti
Il film ha aperto il 60º Festival di Cannes (2007) nella sezione "un Certain Regard".